# RK-3 Korsar
Lo RK-3 Korsar  (in ucraino: РК-3 "Корсар") è un sistema missilistico guidato anticarro ucraino sviluppato dal Ufficio Statale di Progettazione "Luch" di Kiev (Державне Київське конструкторське бюро «Луч»).
Il 25 luglio 2013, "Luch" ha condotto un test di tiro dal vivo del suo nuovo sistema missilistico anticarro "Korsar" in un poligono di tiro vicino a Kiev.
È probabile che Corsar sostituirà i sistemi anticarro dell'era sovietica come 9M113 Konkurs e 9K111 Fagot.

## Sviluppo

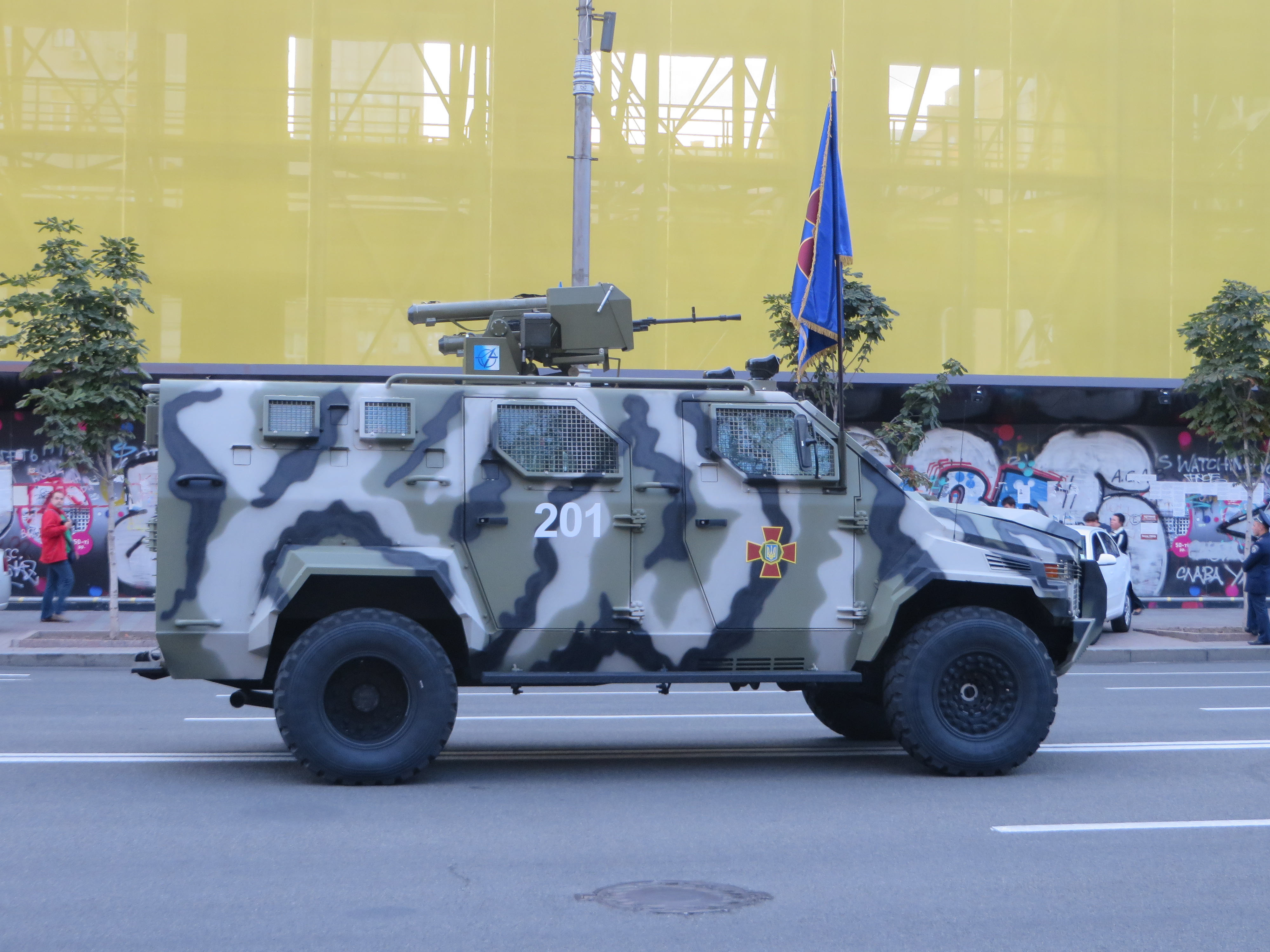
un veicolo ucraino KrAZ Spartan con installo un RK-3 Corsar ATGM, durante le prove per la parata del 23º Giorno d'indipendenza dell'Ucraina (Kyiv, Ucraina)

Luch, appaltatore statale della difesa ucraino, State Kyiv Design Bureau, ha avviato il progetto all'inizio degli anni 2000. Un prototipo ha debuttato durante la fiera d'armi IDEX del 2005 ad Abu Dhabi.
Il 25 luglio 2013 in una discarica vicino a Kiev sono stati condotti con successo i test del missile. Durante i test, il sistema korsar ha dimostrato la capacità di sparare sia un razzo guidato che non guidato utilizzando lo stesso lanciatore.
Il 29 agosto 2017, Ukroboronprom ha riferito che il sistema missilistico portatile leggero Korsar, sviluppato dall'Ufficio di progettazione statale "Luch", è stato adottato dalle forze di terra ucraine, secondo il Ministero della Difesa.
Nel novembre 2018 è stata testata una versione aggiornata del sistema con termocamera di fabbricazione greca aggiunta al lanciatore. Tale modifica consente di identificare efficacemente i bersagli e colpire con precisione il bersaglio a una distanza di 2,5 km durante il giorno e 1,7 km al buio.

## Descrizione
Korsar è un MANPADS, sistema missilistico antiaereo portatile, e anche un ATGM, sistema missilistico anticarro portatile leggero. Ha lo scopo di distruggere bersagli corazzati fissi e mobili. Può essere utilizzato anche contro luoghi, oggetti corazzati leggeri ed elicotteri. Si può fare fuoco sia dalla montatura che da un parapetto di trincea. Il sistema ha due tipi di testate. Testata HEAT a carica tandem RK-3K con penetrazione di almeno 550 mm dietro ERA e testata a frammentazione esplosiva RK-3OF con penetrazione di almeno 50 mm. La testata RK-3K potrebbe essere in grado di contrastare l'armatura anteriore dei principali carri armati di peso medio come il T-72A. Il sistema ha anche una testata RK-3OF a frammentazione HE per attaccare le posizioni di fanteria e veicoli corazzati leggeri. Il sistema dispone di una termocamera da utilizzare durante il funzionamento notturno.
La massa del razzo nel contenitore è di 13,5 kg. Intervallo di temperatura di applicazione da −40 a +60 °C. Il missile può essere sparato dalla spalla, la sua potenza è sufficiente per distruggere quasi tutti i tipi disponibili di veicoli corazzati e la controllabilità fornisce fino al 100% di danni al bersaglio. Il costo, secondo gli esperti militari, è tre volte inferiore a quello delle controparti straniere per circa 130mila dollari, e per i missili di quattro (20mila dollari).
La caratteristica principale del "Korsair" è che per le sue dimensioni e peso, ha un sistema semiautomatico di orientamento del missile guidato dal raggio laser con elevata immunità ai disturbi da interferenza attiva. I missili anticarro del complesso korsair non richiedono l'illuminazione del bersaglio con un raggio laser, ma sono controllati dall'orientamento nel campo informativo del canale di controllo laser utilizzando un dispositivo di ricezione situato nella coda del missile.

## Varianti
- RK-3 Korsar: Versione principale del sistema.
- Pirat: Derivato polacco del sistema Korsar[13].
- Terminator: Una versione con licenza del sistema Korsar prodotto dalla società giordana Jadara Equipment and Defense Systems[13].

## Impiego operativo
Il 1 aprile 2022, nella regione di Kharkiv, il sistema missilistico antiaereo Korsair 95 viene usato su un elicottero Mi-8 degli invasori russi. Dopo aver colpito, il corpo non guidato del missile si è scontrato in aria con il secondo Mi-8 dell'esercito nemico. Di conseguenza, entrambi gli elicotteri furono distrutti. Il comando delle Forze armate ucraine presume che questo sia il primo caso di utilizzo riuscito di missili antiaerei.

## Utilizzatori
Bangladesh
- Bānglādēśh Sēnābāhinī[16]

 Arabia Saudita
- Reale forze terrestre saudita[6]

Nell'agosto 2018 sono stati acquistati 50 missili antiaerei ucraini Scyth e Korsair prodotti da Luch. Il lotto comprendeva 30 unità di Scyth ATGM da 130 mm (prodotto 215T) con termocamere EYE-LR-S Aselsan, complete di 200 missili RK-2C in un container (cumulativo) e 10 missili RK-2I (inerti), 20 unità 107-mm ATGM "Korsair" (prodotto 216T), completo di 100 missili RK-3OF (ad alto potenziale esplosivo), oltre a un simulatore ATGM "Korsair" e due modelli split del missile RK-3
- Ucraina
  - Forze terrestri ucraine

Nell'ottobre 2014 è stato deciso di installare i moduli Sarmat su 10KRAZ Spartan della Guardia Nazionale dell'Ucraina. Il 7 febbraio 2015, sei veicoli corazzati (con moduli di combattimento Sarmat installati) sono stati consegnati al reggimento Azov. Nel 2017, le forze armate ucraine hanno ricevuto circa 50 missili e un certo numero di lanciatori.